# Усироку, Дзюн
Дзюн Усироку (яп. 後宮 淳, 28 сентября 1884, префектура Киото — 24 ноября 1973) — генерал Императорской армии Японии.

## Биография
Уроженец префектуры Киото. 17-й выпуск Военную академию Императорской армии Японии в 1905 году. Участвовал в самом конце русско-японской войны. 29-й выпуск Высшей военной академии Императорской армии Японии в 1917 году. Участвовал в сибирской интервенции в 1919 году для поддержки Белого движения в борьбе с большевистской Красной Армией.
Усироку был отправлен в Квантунскую армию в Маньчжурию в декабре 1925 года. Участвовал в охране Южно-Маньчжурской железной дороги. Получил звание полковника в 1929 году, стал командиром 48-го пехотного полка Императорской армии Японии. В августе 1931 года Усироку был переведён на должность начальника штаба 4-й дивизии Императорской армии Японии.
В 1932—1938 годах Усироку служил на ряде должностей в штабе Квантунской армии в Маньчжоу-го. Он был повышен до генерал-майора в марте 1934 года и генерал-лейтенанта в августе 1937 года. В октябре того же года он стал командующим в 26-й дивизии Императорской армии Японии, которая участвовала во Второй японо-китайской войне.
Усироку был командующим 4-й армии в 1939—1940 годах. Командовал Южно-Китайским фронтом в 1940—1941 годах. Занимал должность начальника штаба Экспедиционной армии в Китае в 1941—1942 годах. В 1942—1943 годах Усироку был главнокомандующим Центральной армией с 17 августа 1942 по 21 февраля 1944 года.
В 1944 году он был заместителем начальника Генерального штаба Императорской армии Японии в течение нескольких месяцев в 1944 году. Во время своего пребывания на этой должности Усироку был также членом Высшего военного совета и Генерал-инспектором авиации, а также начальником Армейского авиационного департамента в Министерстве армии. На этих должностях он активно продвигал идею использования камикадзе-пехотинцев для уничтожения американских танков из-за неспособности Японии к массовому производству эффективного противотанкового оружия.
В конце войны Усироку вернулся в Маньчжоу-го, чтобы принять командование японским 3-м фронтом. В ходе боёв с советскими войсками он отказался исполнить приказ об отступлении, и предпринял контратаку в направлении железной дороги Мукден — Порт-Артур, по которой спасались многие японские мирные жители. К 13 августа 1945 года его формирования понесли значительные потери, а мятеж Маньчжурской императорской армии в Чанчуне не позволил войскам перегруппироваться. Он сдался в плен Красной Армии 21 августа 1945 года (по другим сведениям - 20.08.1945).
Содержался на спецобъекте № 30 УНКВД по Читинской обл. на ст. Молоковка, затем на спецобъекте № 45 УМВД по Хабаровскому краю в г. Хабаровске. 6 апреля 1950 арестован в лагере военнопленных. 28 июня 1950 года осуждён Военным трибуналом Приморского ВО по статье 58, п. 6 УК РСФСР на 25 лет ИТЛ. Вернулся в Японию 26 декабря 1956 года. 
Усироку занимал пост председателя Японской ассоциации ветеранов вплоть до своей смерти в 1973 году. Его могила находится на кладбище Тама в Футю (префектура Токио).
Реабилитирован в РФ 3 ноября 1997 года.